# 蔓榕
蔓榕（学名：Ficus pedunculosa）为桑科榕属的植物。分布在菲律宾、台湾岛、印度尼西亚、巴布亚新几内亚等地，目前已由人工引种栽培。

## 异名
- Ficus pedunculosa Miq. var. mearnsii (Merr.) Corner